# Мантананская совка
Мантананская совка (лат. Megascops marshalli) — вид птиц рода Megascops семейства совиных. Подвидов не выделяют. Видовое название дано в честь Джо Т. Маршалла. Длина мантананской совки — от 20 до 23 см. У представителей данного вида рыжий лицевой диск с чёрными краями по бокам, белые брови над тёмно-карими глазами. Макушка и верхняя часть тела насыщенного красновато-коричневого цвета с черноватыми крапинками. На сложенном крыле видна линия белых пятен, а на хвосте полоса. Первоначально считалось, что мантананская совка обитает на юге и в центральном Перу, в регионах Паско, Куско и Пуно. С 2005 г. регистрируется и на севере Боливии. Этот вид встречается на высоте от 1900 до 2600 м над уровнем моря и, возможно, выше. Мантананская совка кормится в кронах деревьев. Считается, что представители данного вида в основном насекомоядны. Очень мало известно о фенологии размножения мантананских совок. Похоже, что они размножается в период с конца июня по август.